# Franc Kunovar
Franc Kunovar, slovenski častnik, * 6. julij 1948, Ljubljana.

## Vojaška kategorija
- povišan v polkovnika (13. maj 1998)

## Odlikovanja in priznanja
- zlata medalja generala Maistra (11. maj 1998)